# Ayapana stenolepis
Ayapana stenolepis là một loài thực vật có hoa trong họ Cúc. Loài này được (Steetz) R.M.King & H.Rob. mô tả khoa học đầu tiên năm 1975.